# سيلفيو هورتا
سيلفيو هورتا (بالإنجليزية: Silvio Horta)‏ هو كاتب سيناريو ومنتج تلفزيوني أمريكي، ولد في 14 أغسطس 1974 في ميامي في الولايات المتحدة.

## وصلات خارجية
- سيلفيو هورتا على موقع IMDb (الإنجليزية)
- سيلفيو هورتا على موقع ألو سيني (الفرنسية)
- سيلفيو هورتا على موقع أول موفي (الإنجليزية)
- سيلفيو هورتا على موقع قاعدة بيانات الأفلام السويدية (السويدية)
- سيلفيو هورتا على موقع قاعدة بيانات الفيلم (الإنجليزية)
- سيلفيو هورتا على موقع كينوبويسك (الروسية)